# Primaire du Parti démocrate (Italie) de 2019
Une primaire du Parti démocrate se déroule en Italie le 3 mars 2019 pour désigner le nouveau secrétaire du parti politique. 
À la suite de la défaite du Parti démocrate lors des Élections générales italiennes de 2018, le secrétaire Matteo Renzi annonce sa démissions de la tête du parti.
Le 12 mars 2018, la direction nationale décide de confier l'intérim au secrétaire adjoint du Parti Maurizio Martina, jusqu'à la convocation de l'assemblée nationale du Parti qui decidera si élire un nouveau secrétaire qui complète le mandat de Matteo Renzi ou bien proclamer sa propre dissolution et ordonner la tenue d'un nouveau congrès.
Le 19 mai 2018 l'assemblée nationale du parti se réunit une première fois mais décide de ne pas encore se prononcer, en renvoyant la décision au 7 juillet 2018.
Le 7 juillet 2018, Maurizio Martina est élu secrétaire du Parti démocrate avec seulement 7 voix contre et 13 abstenu sur plus de 1000 délégués composant l'assemblée nationale. Cependant Maurizio Martina affirme vouloir rester secrétaire seulement jusqu'au Forum du Parti qui se tiendra a Milan les 27 et 28 octobre 2018.
Le 17 novembre 2018, l'assemblée nationale du parti est reconvoquée une troisième fois. Martina présente alors sa démissions et l'assemblée décide de prononcer sa propre dissolution et d'élire la commission nationale pour le congrès qui fixera la date du congrès au 3 mars 2019.
Le 12 décembre 2018, jour de la déposition des candidatures, six personnes ont déposé leur candidature : Nicola Zingaretti, Maurizio Martina, Roberto Giachetti, Francesco Boccia, Maria Saladino et Dario Corallo, mais seuls les trois premiers sont retenus.

## Principaux candidats
| Photo | Nom | Nom                       | Carrière | Logo                  | Slogan                                    |
| ----- | --- | ------------------------- | --- | --------------------- | ----------------------------------------- |
|       |     | Nicola Zingaretti (1965-) | - Président de la région Latium (depuis 2013) - Président de la Province de Rome (2008-2012) - Député européen (2004-2009) - Président de l'Union internationale de la jeunesse socialiste (1995-1997) - Secrétaire de la jeunesse de gauche (1992-1995) | (nicolazingaretti.it) | Per Cambiare (Pour changer)               |
|       |     | Francesco Boccia (1968-)  | - Député de la République italienne (depuis 2008) | (francescoboccia.com) | A porte aperte (Avec des portes ouvertes) |
|       |     | Maurizio Martina (1978-)  | - Député de la République italienne (depuis 2018) - Secrétaire du Parti démocrate (2018) - Vice-secrétaire du Parti démocrate (2017-2018) - Ministre italien des Politiques agricoles, alimentaires et forestières (2014-2018)                           | (mauriziomartina.it)  | Fianco a Fianco (Côte à côte)             |
|       |     | Roberto Giachetti (1961-) | - Député de la République italienne (depuis 2001) - Vice-président de la Chambre des députés (2013-2018) | (robertogiachetti.it) | Sempre Avanti (Toujours en avant)         |

## Candidats mineurs
- Dario Corallo (Membre du Secrétariat national des jeunes démocrates depuis 2016)
- Maria Saladino (Candidate aux élections européennes de 2014 dans la circonscription de l'Italie méridionale)

## Résultats

### Membres du parti
Un premier tour auquel seuls les adhérents du parti peuvent voter est organisé entre le 7 et le 22 janvier 2019 dans chaque section.
| Candidats       | Candidats         | Voix    | %     |
| --------------- | ----------------- | ------- | ----- |
|                 | Nicola Zingaretti | 88 918  | 47,38 |
|                 | Maurizio Martina  | 67 749  | 36,10 |
|                 | Roberto Giachetti | 20 887  | 11,13 |
|                 | Francesco Boccia  | 7 537   | 4,02  |
|                 | Maria Saladino    | 1 315   | 0,70  |
|                 | Dario Corallo     | 1 266   | 0,67  |
|                 |                   |         |       |
| Votes valides   | Votes valides     | 187 672 | 99,24 |
| Votes invalides | Votes invalides   | 1 429   | 0,76  |
| Total           | Total             | 189 101 | 100   |

### Primaire
Les trois candidats arrivés en tête du premier tour s'affrontent lors d'une primaire ouverte à tous les électeurs du centre gauche.
Si aucun des candidats n’avait obtenu la majorité absolue des suffrages exprimés lors de la primaire, l'assemblée nationale du parti, composée de délégués élus à la proportionnelle dans des listes régionales rattachées à chacun des candidats à la primaire, aurait procédé à un dernier tour de scrutin à la majorité relative parmi les deux premiers candidats à la primaire.
| Candidats       | Candidats         | Voix      | %     | Délégués |
| --------------- | ----------------- | --------- | ----- | -------- |
|                 | Nicola Zingaretti | 1 035 955 | 66,00 | 653      |
|                 | Maurizio Martina  | 345 318   | 22,00 | 228      |
|                 | Roberto Giachetti | 188 355   | 12,00 | 119      |
|                 |                   |           |       |          |
| Votes valides   | Votes valides     | 1 569 628 | 99,21 |          |
| Votes invalides | Votes invalides   | 12 455    | 0,79  |          |
| Total           | Total             | 1 582 083 | 100   | 1 000    |